# Vice-Chanceler da Alemanha
O Vice-Chanceler em Alemanha é chamado o representante ou substituto do Chanceler da Alemanha, ou historicamente também o respectivo representante do Reichskanzler durante o tempo do Império Alemão e da República de Weimar. O termo vice-chanceler não é oficial e não aparece em nenhuma das constituições alemãs. A Lei Fundamental da República Federal da Alemanha fala de um deputado, nomeado pelo chanceler, que deve ser um ministro do atual governo.
O vice-chanceler pode exercer os poderes constitucionais do Chanceler Federal, no caso de representação. Se o próprio chanceler é capaz de agir, as possibilidades de o vice-chanceler já são muito limitados. Até agora, o vice-chanceler ainda não chegou a uma representação global do chanceler a longo prazo, por exemplo, por sido doente ou inatingível.
O vice-chanceler não substituí automaticamente o chanceler, no caso de morte ou incapacidade; neste caso, é o Presidente Federal da Alemanha reserva-se o direito de pedir a um dos ministros para administrar o cargo. Com uma renúncia do chanceler, o chanceler mesmo deve continuar até a eleição de um sucessor, mas também pode recusar.
O atual vice-chanceler da Alemanha é Lars Klingbeil, um dos líderes do partido Partido Social-Democrata.